# Alfred and Plantagenet
Alfred and Plantagenet es un municipio canadiense situado en la provincia de Ontario.

## Superficie
Alfred and Plantagenet tiene una superficie de 391,79 km².

## Demografía
En 2021, tenía 9949 habitantes, una densidad poblacional de 25,4 hab./km², y 4297 viviendas.